# Astragalus eigii
Astragalus eigii är en ärtväxtart som beskrevs av Christina Hedwig Kirchhoff. Astragalus eigii ingår i släktet vedlar, och familjen ärtväxter. Inga underarter finns listade i Catalogue of Life.